# 尚书 (书)

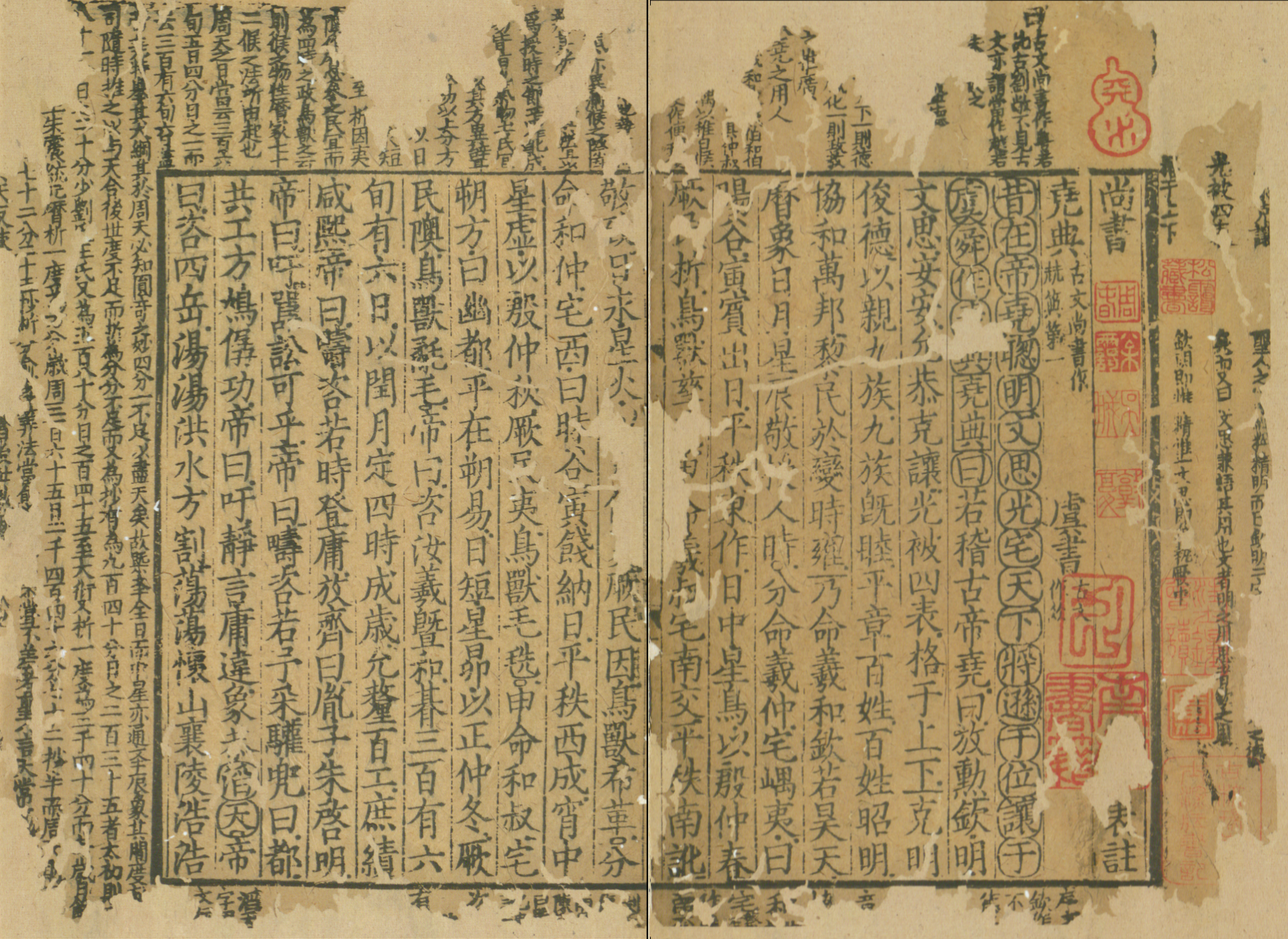
元刻本金履祥《尚書表注》第一页

《尚書》，原稱為《書》，為先秦時代政事文獻的彙編，內容以上古及夏、商、周的君王、重臣進行宣示佈告的講話記錄為主。《尚書》為中國文學散文創作之祖，文風質樸。不過對後人來說，由於年代極其久遠，其用語「詰屈聱牙」，頗為難讀。
《尚書》早於儒家出現，本與儒家無關，但後世儒家將其追認為儒家經典，並列入十三經之一，為儒學建構其政治思想的源頭，從漢武帝設立五經博士開始，確立其長久作為經書的地位。在四庫全書中隸屬於經部。

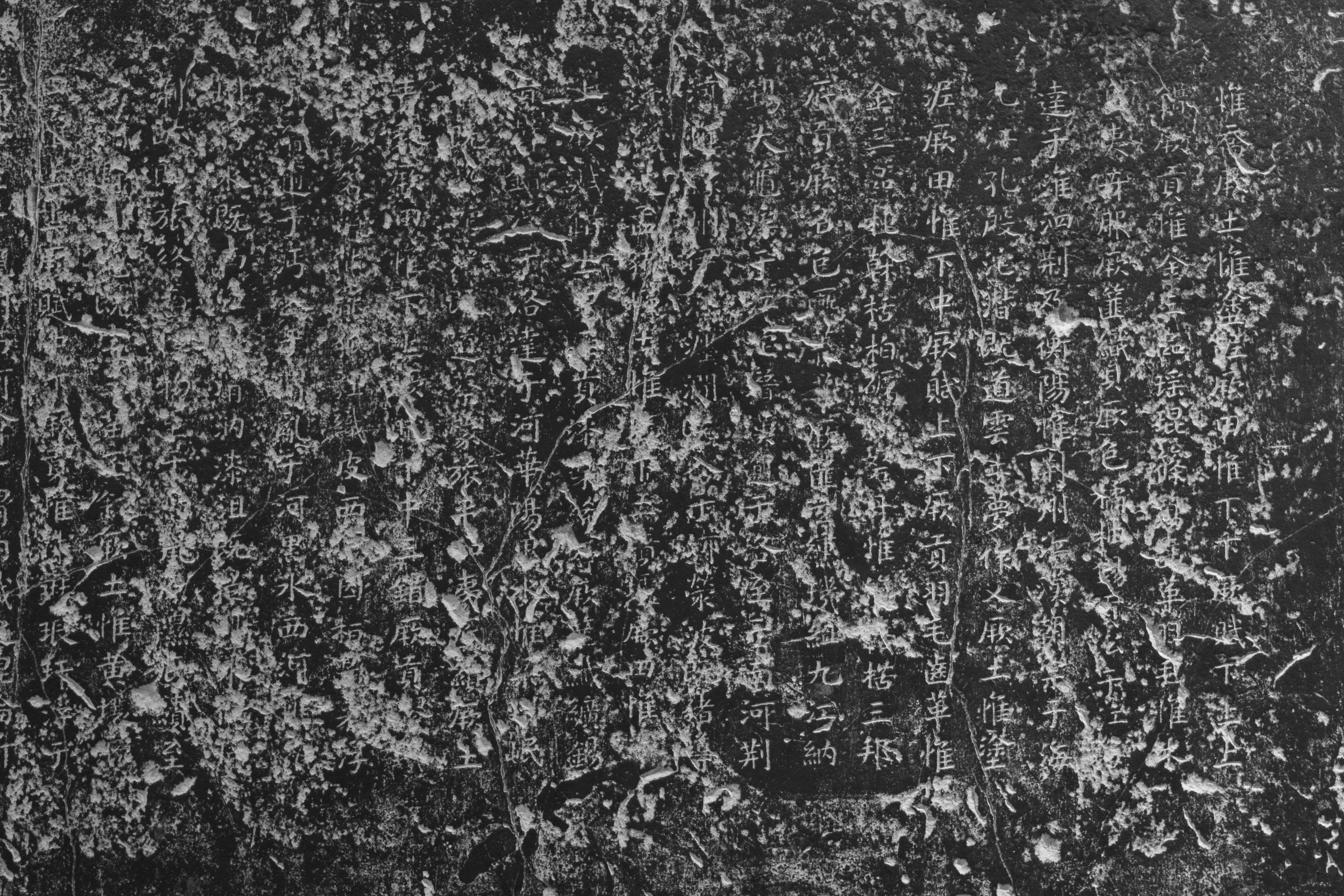
南宋太学石经《尚书》，藏于杭州孔庙（杭州碑林）

《尚書》的成書、整理、流傳過程頗為複雜，歷史上出現過多個書寫字體、篇卷構成、具體內容不同的版本；部份曾經由帝王朝廷組織學者整理、校勘，頒佈“定本”。今本的主體，部份至遲出現于東晉；其「部份篇目」內容的來源可靠性從南宋開始遭受懷疑。清初，這些篇目在主流學術界被定作“偽書”，甚至排除出《尚書》之外。二十世紀以來，隨著出土文獻研究的發展，大大拓展了對古代尚書文獻的認識。

## 釋名
- 以尚書為「天書」，出自天界之書，此說出自緯書。
  - 《尚書正義》引鄭玄語：「尚者，上也。尊而重之，若天書然，故曰《尚書》。」
  - 《史通·六家篇》引《書緯·璿璣鈐》：「尚者，上也。上天垂文象，布節度，如天行也。」

- 以尚書為「君上之書」，君王發言，由史官記載下來。
  - 《論衡·正說篇》：「（尚書）或以為上所為，下所書。」、《須頌篇》：「尚者，上也；上所為，下所書也。」
  - 《史通·內篇·卷一》引王肅：「上所言，下為史所書，故曰《尚書》也。」

- 以尚書為「上古之書」，上古久遠之書。
  - 《尚書正義》：「尚者，上也。言此上代以來之書，故曰《尚書》。」
  - 《論衡·正說篇》：「《尚書》者，以為上古帝王之書。」
  - 《經典釋文·敘錄》：「以其上古之書，謂之《尚書》。」
  - 《春秋說題辭》：「尚者，上也。上世帝王之遺書也。」（《初學記》二十一、《太平御覽》六百九）

程元敏認為「書」字泛言圖書。尚書之「書」，則指朝廷詔令，即公文書。尚書原本只稱為《書》，向伏生學習《書經》的歐陽生家，以其為上古之書，取「尚」字上古、久遠之義，而稱名為《尚書》。

## 历史源流
《尚书》本是上古档案资料的汇编，孔颖达说：“尚者，上也，言此上代以来之书，故曰尚”，马融说： “上古有虞氏之书，故曰尚书。”
「尚書」最早只被稱為「書」，而「尚書」之「尚」最早见于《墨子》：“故尚者夏书其次商周之书”。此時所指《尚書》也包含上古史的意思，“尚書者，上古帝王之書，或以為上所為，下所書，故謂之《尚書》。”。在漢代人的理解，古代天子諸侯，有事必祭告于宗廟。左右有二史，一記言，一記動（或作「事」），記行動者為《春秋》，記言詞者為《尚書》，《尚書》就是史官所記的君王言詞輯錄成書。
《緯書》記載古代《尚書》凡3240篇，至孔子刪定為120篇，遂被儒家列為經典之一，《尚書》又稱《書經》，為五經之一。《尚書》又分成古文《尚书》與今文《尚書》，西汉末劉歆欲建逸《禮》、古文《尚書》及《左氏春秋》於學官，產生今古文之争。古文学派日盛，作為官學的今文學派，其地位受到挑戰。後來鄭玄混合家法，統一今古文經學，使今古文之爭漸趨平息。今古文之争至晚清時，因考據學風氣、提倡社會變革之理論需要、和政治紛爭的糾葛而再度興起。

### 早期引文
据传孔子将《尚书》删改至百篇，《逸周书》可见一些被删者。
不过，两部书早期的历史都很模糊。
自孔子开始，诸子之书引《尚书》论证的现象越来越常见，但当时似乎有多个不同版本。
《论语》有6处引用了未名的《尚书》。孔子常言尧舜，也用夏商人物做例子，但他仍嫌周之前缺乏文献记载。
战国中晚期的《孟子》《墨子》《左传》等书中的引文越来越多，有的还带有了篇名，从中可见作者偏爱尧书、夏书等，不过现在一般认为它们成于战国。
目前认为成文最早的篇目（主要属于周书，作于西周初）很少得到战国诸子的引用，可能是古文过于艰涩或价值观的陌生。
引文实际上只有不到一半见于传世的《尚书》。
孟子、荀子等人虽然引《尚书》，但不将其全部视为真本，与汉朝对《尚书》的推崇形成鲜明对比，因为汉朝认为《尚书》编篡者是孔子。

### 今文尚書

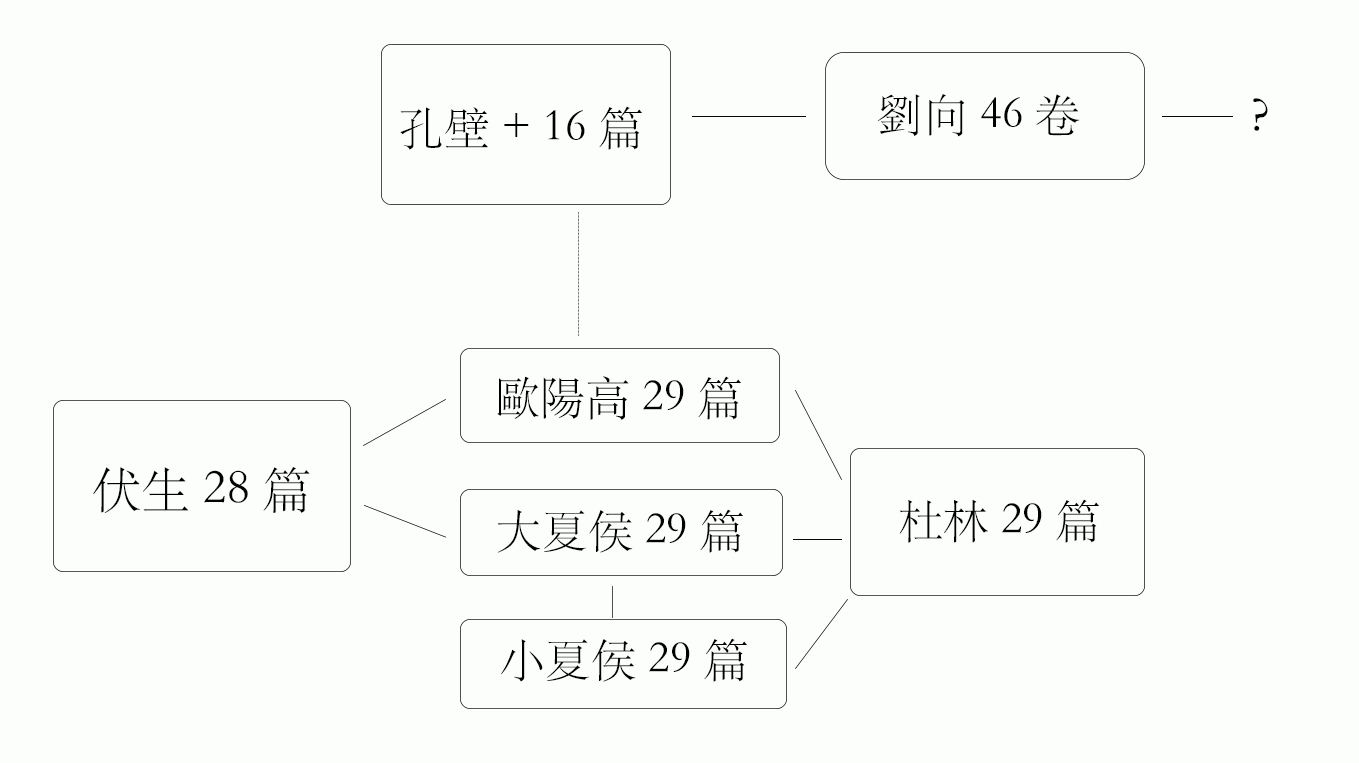
汉朝书经流传图

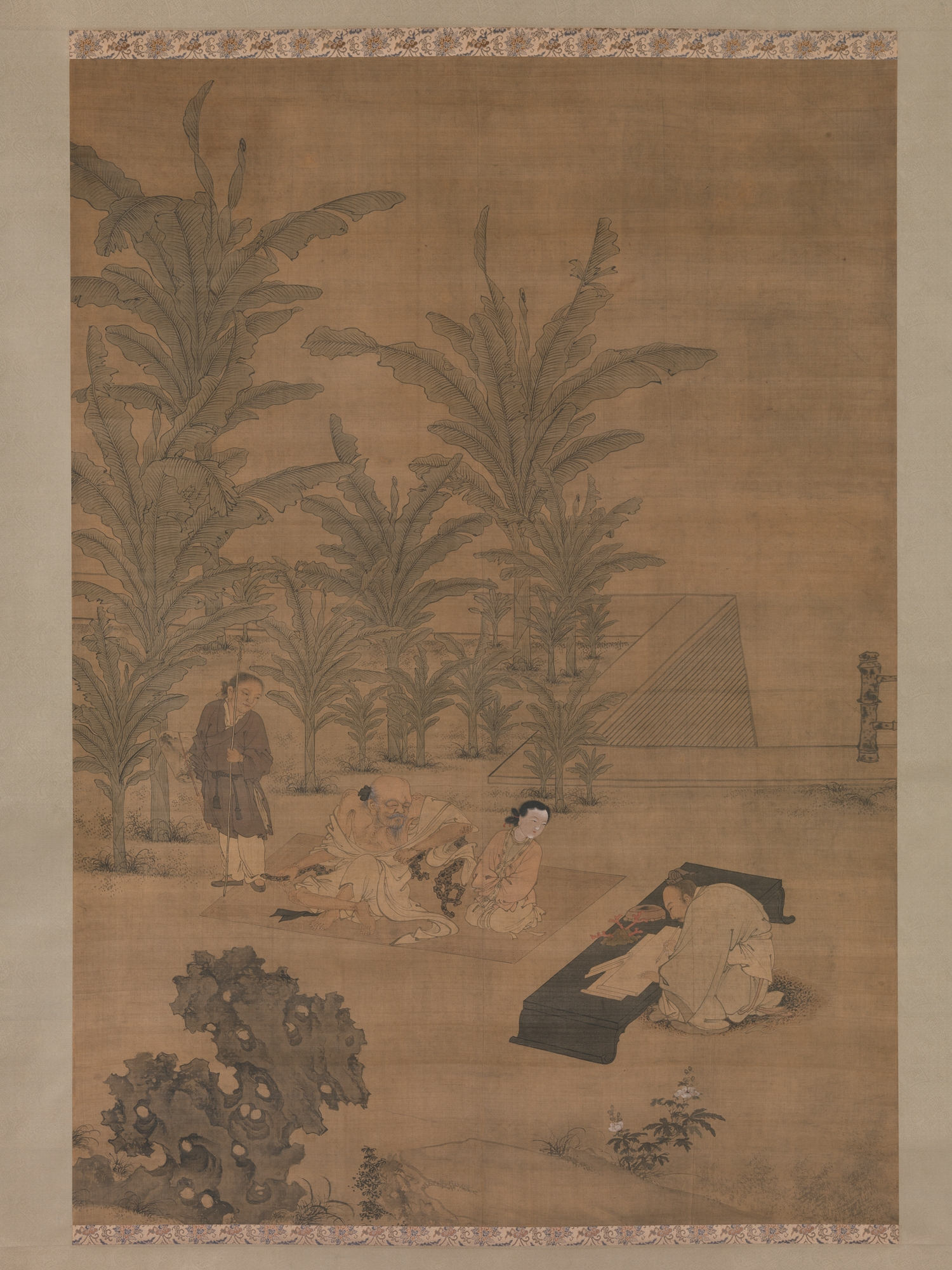
明杜堇画《伏生授經圖》

按《汉书·艺文志》的说法，經過孔子整理编纂，形成了百篇《尚书》。秦末兵祸大起，伏生流亡；待西漢建立，天下重新安定下来，他返回故鄉，发现所藏“亡数十篇”仅剩下29篇（緯書說28篇）。之後朝廷派遣晁錯去聽伏生（當時已九十多歲）講授，以漢代當時使用及流通的官方文字隸書來紀錄，所记录下来的本子就称為《今文尚書》。另外，有河間女子獻《太誓》（《泰誓》）一篇，被併入伏生所傳之29篇中。
伏生将他对《尚书》的解释傳授給歐陽生（歐陽和伯）與張生，張生將之傳授至歐陽高、夏侯勝（大夏侯）、夏侯建（小夏侯），為今文尚書授受之三家。欧阳高将《盘庚》分3章，于是有30章《尚书》。漢武帝将《尚书》定为儒家五经之一，自此有“书经”之称。；設置五經博士，立歐陽氏為學官；漢宣帝石渠阁会议之後，三家皆立為學官。
東漢之十四博士包括了歐陽氏、大小夏侯三家，如今均已亡佚失傳，今日可從熹平石經殘石與復原去推測歐陽氏本的面貌。

### 今文尚书的年代
今文《尚书》篇目成文的年代并不一定与所述事件同时，例如尧典、舜典直到春秋早期的事件。
商书等6篇涉及晚商武丁之前的人物，早于大多数甲骨文。
另外，最早时期的篇目在语言风格与思想内涵上最接近战国时期的古典著作。
《周书》五诰的语言最古朴，语法和词汇都与西周早期金文十分相似。
大多数学者认为，其记录了周成王及叔父周公与邵公的讲话，他们都是成王时（公元前11世纪末）的重要政治人物。这部分内容深入揭示了当时的政治与意识形态，包括天命说等，解释了曾经贤明的夏朝如何变得腐败、被更贤明的商朝取代，商朝又经历类似的循环被周取代，等等。
《梓材》《多士》《無逸》《多方》等篇目成文较晚，可能在西周晚期。
少数学者指出了诰与西周金文的语言差异，认为这些篇章都是西周晚期到春秋早期的拟古产物。
涉及晚商与周伐商的篇章所用古语较少，据传是春秋人仿照早期文本所写，时人对政治重新产生了兴趣，但王朝却日益衰落。
周书的最后几篇，成文也在相近的时期。
《高宗肜日》只有82字，其解释在西汉注疏中已有争议。
倪德卫指出，这章标题与安阳甲骨文的公式相似，认为这章是武丁庶系后裔在公元前1140年之后的晚商时期所写。
《盘庚》（后分3章）在风格上似乎介于此组和下一组之间，
是《尚书》中最长的一篇，不寻常之处是使用了大量类比。唐以来的学者注意到《盘庚》和周书五诰行文晦涩，佶屈聱牙。中国学者一般认为《盘庚》出自商代，周朝学者对词汇进行了大量编篡，因此语言风格异于商代甲金文。
《虞书》与夏商过渡章节在语言上与战国中期的《孟子》等书非常接近，展现了理想化的统治。初期政治问题从属于道德和宇宙论，被认为是战国晚期哲学流派的产物。
《禹贡》等篇章可能晚至秦朝。

### 古文尚書

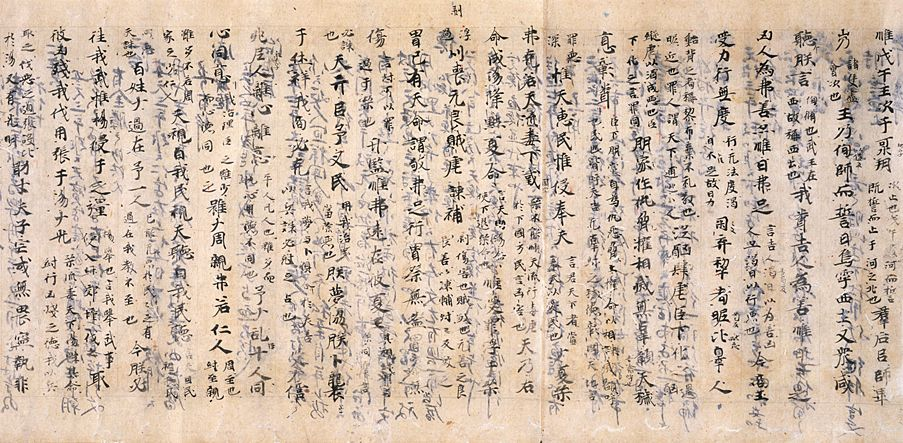
7世纪《古文尚书》卷第六写本，为日本国宝，有平安时代的朱墨训点，藏东京国立博物馆

《漢書·藝文志》提到：「《古文尚書》出孔子壁中。武帝末，魯共（恭）王壞孔子宅……而得《古文尚書》。」這批尚書以先秦蝌蚪文記載，難以解讀。後來孔安國取得這本子，與官方已有的《今文尚書》29篇對照，多出16篇，异文七百多处，是真正珍貴的先秦文獻。漢武帝時，孔安國的後代或學生將此本交給了官方，劉向稱之為「中古文」，史記中的孔安國本應該就是指這一版本。
《古文尚书》开始传习于民间，势力较小。传说刘向将《今文尚书》与《古文尚书》整理在一起。汉平帝时，刘向之子刘歆对比了古文和今文区别之后，倾向古文，建议朝廷把各种古文经书都立于国学，引起了古文和今文的大论战。汉哀帝时，刘歆曾上书请求设立研究《尚书》的博士。东汉时，完整的孔安国本已失，杜林在河西獲得了《古文尚书》之漆書1卷，这一古文本其篇数和今文尚书篇数相同皆29篇，但没有孔安国傳本所多出的16篇。東漢末年起，贾逵、马融、郑玄等经学大家为漆書本作注積極提倡，学习者逐渐增多而在学术界逐渐取得优势。
西汉时还流传有一份百章本《尚书》的目录，《史记》提到许多章节，但未见引用。

### 偽古文尚書
早時就有東萊張霸集結《左傳》等書，造《一百零二篇尚書》，事發張霸入獄，本書亡佚。
西晋永嘉之乱时《今文尚书》經文、注疏均失传，於是郑玄所注《古文尚書》流行。东晋元帝时，豫章太守梅頤自称得到失傳多時的孔安國《古文尚書》（後被稱為《偽孔傳》），比今文經又多了25篇《古文尚書》的篇目，以及自称是孔安国所撰《序》与《注》。隋代南朝經學流入北方，後这部《偽孔傳尚書》自此代替了郑玄注本，影響千餘年，而真正来自孔壁本的《古文尚书》（鄭注漆書本）最终完全失传。《尚书正义》（653）即基于《偽孔傳》，并见于《开成石经》（833-837），其中包含所有这些章节。
然而，自宋朝开始，朱熹、吴棫等學者都对于梅献《偽孔傳》怀疑，到了明代中期梅鷟撰《尚書譜》《尚書考異》，系統性批判其可疑之處，找到了其中拼接文字的证据与来源，认为其是西晋皇甫谧结合《左传》《史记》等史料伪造的。清初黃宗羲亦舉其疑點，後阎若璩以三十年光陰寫成《尚書古文疏證》，列舉128條證據，认定梅献《偽孔傳尚书》所多出的25篇，都是后世魏晉時代所伪作。現代已經斷定為偽造。
雖然多數人認為《偽古文尚書》並不是流傳自上古的《尚書》，但其中亦有部份較為優秀，如《五子之歌》中提到的“民惟邦本，本固邦寧”等。
| 編號 | 篇名     | 所屬 | 性質   |
| ---- | -------- | ---- | ------ |
| 1    | 大禹謨   | 虞書 | 偽古文 |
| 2    | 五子之歌 | 夏書 | 偽古文 |
| 3    | 胤征     | 夏書 | 偽古文 |
| 4    | 仲虺之誥 | 商書 | 偽古文 |
| 5    | 湯誥     | 商書 | 偽古文 |
| 6    | 伊訓     | 商書 | 偽古文 |
| 7    | 太甲上   | 商書 | 偽古文 |
| 8    | 太甲中   | 商書 | 偽古文 |
| 9    | 太甲下   | 商書 | 偽古文 |
| 10   | 咸有一德 | 商書 | 偽古文 |
| 11   | 說命上   | 商書 | 偽古文 |
| 12   | 說命中   | 商書 | 偽古文 |
| 13   | 說命下   | 商書 | 偽古文 |
| 14   | 泰誓上   | 周書 | 偽古文 |
| 15   | 泰誓中   | 周書 | 偽古文 |
| 16   | 泰誓下   | 周書 | 偽古文 |
| 17   | 武成     | 周書 | 偽古文 |
| 18   | 旅獒     | 周書 | 偽古文 |
| 19   | 微子之命 | 周書 | 偽古文 |
| 20   | 蔡仲之命 | 周書 | 偽古文 |
| 21   | 周官     | 周書 | 偽古文 |
| 22   | 君陳     | 周書 | 偽古文 |
| 23   | 畢命     | 周書 | 偽古文 |
| 24   | 君牙     | 周書 | 偽古文 |
| 25   | 冏命     | 周書 | 偽古文 |

## 现代考古发现
1993至2008年间，湖北荆门的楚墓中陆续发现了有字简牍，为《尚书》考证提供了新线索，一般认为其作于战国晚期。
郭店楚简和上博简文本引有一些前所未见的佚篇。

### 清華簡
2008年7月，清華大學獲贈兩千餘戰國竹簡，是由校友趙偉國從香港購買捐贈給清華，經過專家鑒定，這批「清華簡」屬於戰國中晚期，距今大約2300—2400年左右，應出土於楚國境內。內中發現有多篇《尚書》，都是焚書坑儒以前的寫本。有些篇有傳世本，如〈金縢〉、〈祭公〉等，但文句多有差異，甚至篇題也不相同，更多的則是前所未見的佚篇。例如《尚書》中的名篇〈傅說之命〉，即先秦文獻引用的〈說命〉，和傳世偽古文就並不相同。
清華簡中，目前整理出來，和《尚書》有關連的文獻有：
- 古文尚書篇章：〈尹誥〉（〈咸有一德〉）、〈傅說之命〉三篇（疑為〈說命〉）、〈命〉（即〈攝命〉，疑傳世文獻誤寫為〈冏命〉、〈臩命〉）
- 今文尚書篇章：〈周武王有疾周公所自以代王之志〉（〈金縢〉）
- 逸周書篇章：〈程寤〉、〈皇門〉、〈祭公〉、〈命訓〉
- 類尚書文獻：〈尹至〉（可能是尚書序的〈疑至〉[54]）、〈保訓〉、〈厚父〉、〈封許之命〉、〈成人〉[55]、〈四告〉（四篇「告」辭）

其中的〈厚父〉篇，孟子曾引用當中一段「天降下民，作之君，作之師，惟曰其助上帝」，並明確提到這段話出於尚書。然而，偽古文尚書將之編入《周書》的〈泰誓〉。

### 秦家咀楚简
2023年12月21日，国家文物局举行“考古中国”重大项目重要进展工作会，湖北省荆州市秦家咀墓地当中的M1093墓发现大量竹简，其中发现首篇较完整的《尚书·吕刑》。此前，在荆州夏家台战国楚简中首次出土《吕刑》，但残损较甚。传世本《墨子·尚贤中》、《礼记·缁衣》，上博简《缁衣》，以及考古发掘出土的荆门郭店简《缁衣》、荆州枣纸简《诗书之言》等篇中有摘引《吕刑》的文句。此次出土的秦家咀楚简《吕刑》对校勘传世本及探讨这篇著名文献在战国时期的文本传抄及思想影响等有重要意义。

## 主要内容
《尚书》屬於記言體，內容以言為主。记载的内容，上起尧、舜，下至春秋时期的秦穆公，包括了夏、商、周三代，除少数年代较晚的章节外，其他章节记录的都是君王或重臣的正式讲话。陳夢家《尚書通論》第一章先秦引書篇統計《論語》、《孟子》、《左傳》、《國語》、《墨子》、《禮記》、《韓非子》、《荀子》、《呂氏春秋》等九本先秦經典引用尚書168處。《尚书》对中国古代历史和政治思想的研究有重要作用。

### 體例
《尚书》每章都附有简短的序言，据传是孔子所写；还另有序言与评论，据传是孔安国所加。元朝理学家吴澄发明了另一种编排方式，只收《今文经》各章，将孔子所作的序编辑在一起，略去孔安国所作的序和评论。此外，有几章按古时分法分为多章。
- 典：用以記載聖明君王的言論與事蹟，如：〈堯典〉、〈舜典〉。
- 謨：用以記載君臣之間的談話與謀議，如：〈大禹謨〉、〈臯陶謨〉。
- 訓：用以記載臣下對君上的勸戒之辭，如：〈高宗肜日〉、〈西伯勘黎〉、〈洪範〉、〈無逸〉、〈立政〉。
- 誥：用以記載君上對臣下的勸戒誥諭，如：〈盤庚〉、〈大誥〉、〈康誥〉、〈酒誥〉、〈梓材〉、〈多士〉、〈召誥〉、〈洛誥〉、〈多方〉、〈顧命〉、〈呂刑〉。
- 誓：用以記載君王或諸侯在戰爭前對軍民所作的動員令和誓師之辭，如：〈甘誓〉、〈湯誓〉、〈牧誓〉、〈費誓〉、〈秦誓〉。
- 命：用以記載君上任命或賞賜諸侯臣下的冊命之辭，如：〈文侯之命〉。

北宋苏轼认为，可以单独列出针对商族的“周初八诰”，与传世《今文经》的“诰”不完全对应。
陈梦家（1911-1966）指出，诰与命相似，但后者常包括给受者的授予或赏赐。过常宝（2008）指出，“诰”字见于何尊与史[臣+舌]簋两件青铜器上，也见于《周礼·春官宗伯》的“六辞”。
《尚书》常见的“王若曰”也常见于西周金文，罕见于其他文献。这可能意味着，原始文献是准备好的演讲稿，由官员代表君王宣读。

### 内容
《尚書》以古奥難讀著稱，其中“诰”体文献特别生涩难懂，每一句话、每一个词，往往都有多种解说，《汉书·儒林传》谓：“一经之说至百余万言”；像是“曰若稽古”僅四字，卻有多種解釋方式，據稱達三萬言，鄭玄解釋為“稽古同天，言尧同于天”，王肅解为“顺考古道而行之”。都言之成理。因此韓愈稱：“周誥、殷盤，詰屈聱牙。”司馬遷寫《史記》時，把《尚書》的原文翻譯了一遍，如《尚書·堯典》中有「欽若昊天」的話，《史记·五帝本纪》便寫為「敬順昊天」。揚雄亦言：“昔之說《書》者序以百，……《虞夏之書》渾渾爾，《商書》灝灝爾，《周書》噩噩爾。”国学大师王国维称《尚書》所不能解者近半。
《虞书》记载中国上古唐、虞时代的历史。顾炎武《日知录》卷二：“窃疑古时有《尧典》无《舜典》，有《夏书》无《虞书》，而《尧典》亦《夏书》也。”《日知录集释》載孙氏志祖之言曰：“按《左传·文十八年》明云《虞书》，数舜之功曰‘慎徽五典’云云；安得谓之‘有《夏书》无《虞书》’乎？窃意古人盖以二典为《虞书》，《大禹谟》以下为《夏书》也。”《夏书》的《禹贡》记载了禹治水以后全国的地理面貌，歷代研究者極多，《甘誓》一篇已出现于战国時期《墨子》的著作中，《左传》中已出现过《虞书》。《周书》記載周朝的建國初年的重要文献，尤其是周公本人的記載最多。
孟子曾說《尚書·武成》一篇的紀事不可盡信，所謂“盡信《書》，則不如無《書》。吾於《武成》，取二三策而已矣。仁人无敌于天下。以至仁伐至不仁，而何其血之流杵也？”。
歷代研究、註釋《尚書》的著作極多，梅鷟作《尚書考異》，閻若璩作《尚書古文疏證》，惠棟作《古文尚書考》都堪稱傳世之作。清代學者孫星衍历时二十余年完成《尚書今古文註疏》，是比較好的注本，孫星衍則表示“必多疏漏谬误之处”。近人曾運乾的《尚書正讀》和牟庭的《同文尚書》亦是不錯的讀本。顾颉刚及其弟子刘起釪的研究著作《尚书校释译论》是集大成之作。

## 篇目
| 虞書 | 1  | 堯典     | 虞夏書 | 1      | 堯典         | 唐書 | 1    | 堯典   | 商書 | 21 | 說命上   |    |              |    |          | 周書 | 41           | 洛誥         | 23           | 洛誥         | 19           | 雒誥         |
| 虞書 | 2  | 舜典     | 虞夏書 | 1      | 堯典         | 唐書 | 1    | 堯典   | 商書 | 22 | 說命中   | 42 | 多士         | 24 | 多士     | 周書 | 20           | 多士         |              |              |              |              |
| 虞書 | 3  | 大禹謨   | 虞夏書 |        |              |      |      |        | 商書 | 23 | 說命下   | 43 | 無逸         | 25 | 無逸     | 周書 | 21           | 毋劮         |              |              |              |              |
| 虞書 | 4  | 臯陶謨   | 虞夏書 | 2      | 臯陶謨       | 虞書 | 2    | 咎繇謨 | 商書 | 24 | 高宗肜日 | 9  | 高宗肜日     | 7  | 高宗肜日 | 周書 | 44           | 君奭         | 26           | 君奭         | 22           | 君奭         |
| 虞書 | 5  | 益稷     | 虞夏書 | 2      | 臯陶謨       | 虞書 | 2    | 咎繇謨 | 商書 | 25 | 西伯戡黎 | 10 | 西伯戡黎     | 8  | 西伯堪飢 | 周書 | 45           | 蔡仲之命     |              |              |              |              |
| 夏書 | 6  | 禹貢     | 虞夏書 | 3      | 禹貢         | 夏書 | 3    | 禹貢   | 商書 | 26 | 微子     | 11 | 微子         | 9  | 微子     | 周書 | 46           | 多方         | 27           | 多方         | 23           | 多方         |
| 夏書 | 7  | 甘誓     | 虞夏書 | 4      | 甘誓         | 夏書 | 4    | 甘誓   | 周書 | 27 | 泰誓上   | 12 | 《太誓》三篇 | 10 | 大誓     | 周書 | 47           | 立政         | 28           | 立政         | 24           | 立政         |
| 夏書 | 8  | 五子之歌 |        |        |              |      |      |        | 周書 | 28 | 泰誓中   | 13 | 《太誓》三篇 | 10 | 大誓     | 周書 | 48           | 周官         |              |              |              |              |
| 夏書 | 9  | 胤征     | 29     | 泰誓下 | 14           | 49   | 君陳 |        | 周書 |    |          |    | 《太誓》三篇 | 10 | 大誓     | 周書 |              |              |              |              |              |              |
| 商書 | 10 | 湯誓     | 商書   | 5      | 湯誓         | 商書 | 5    | 湯誓   | 周書 | 30 | 牧誓     | 15 | 牧誓         | 11 | 坶誓     | 周書 | 50           | 顧命         | 29           | 顧命         | 25           | 顧命         |
| 商書 | 11 | 仲虺之誥 | 商書   |        |              | 商書 |      |        | 周書 | 31 | 武成     |    |              |    |          | 周書 | 51           | 康王之誥     | 30           | 康王之誥     | 25           | 顧命         |
| 商書 | 12 | 湯誥     | 商書   | 32     | 洪範         | 商書 | 16   | 洪範   | 周書 | 12 | 鴻範     | 52 | 畢命         |    |          | 周書 |              |              |              |              |              |              |
| 商書 | 13 | 伊訓     | 商書   | 33     | 旅獒         | 商書 |      |        | 周書 |    |          | 53 | 君牙         |    |          | 周書 |              |              |              |              |              |              |
| 商書 | 14 | 太甲上   | 商書   | 34     | 金縢         | 商書 | 17   | 金縢   | 周書 | 13 | 大誥     | 54 | 冏命         |    |          | 周書 |              |              |              |              |              |              |
| 商書 | 15 | 太甲中   | 商書   | 35     | 大誥         | 商書 | 18   | 大誥   | 周書 | 14 | 金縢     | 55 | 呂刑         | 31 | 粊誓     | 周書 | 26           | 甫刑         |              |              |              |              |
| 商書 | 16 | 太甲下   | 商書   | 36     | 微子之命     | 商書 |      |        | 周書 |    |          | 56 | 文侯之命     | 32 | 呂刑     | 周書 | 27           | 文侯之命     |              |              |              |              |
| 商書 | 17 | 咸有一德 | 商書   | 37     | 康誥         | 商書 | 19   | 康誥   | 周書 | 15 | 康誥     | 57 | 費誓         | 33 | 文侯之命 | 周書 | 28           | 鮮誓         |              |              |              |              |
| 商書 | 18 | 盤庚上   | 商書   | 6      | 《盤庚》三篇 | 商書 | 6    | 般庚   | 周書 | 38 | 酒誥     | 20 | 酒誥         | 16 | 酒誥     | 周書 | 58           | 秦誓         | 34           | 秦誓         | 29           | 秦誓         |
| 商書 | 19 | 盤庚中   | 商書   | 7      | 《盤庚》三篇 | 商書 | 6    | 般庚   | 周書 | 39 | 梓材     | 21 | 梓材         | 17 | 梓材     | 書序 | 散於各篇之首 | 散於各篇之首 | 集於全書之末 | 集於全書之末 | 集於全書之末 | 集於全書之末 |
| 商書 | 20 | 盤庚下   | 商書   | 8      | 《盤庚》三篇 | 商書 | 6    | 般庚   | 周書 | 40 | 召誥     | 22 | 召誥         | 18 | 召誥     | 書序 | 散於各篇之首 | 散於各篇之首 | 集於全書之末 | 集於全書之末 | 集於全書之末 | 集於全書之末 |

篇名中的不同用字之間主要為通假關係，也有其他情況，甚至錯誤用字。如今本第五十七篇《費誓》、東漢本第三十一篇《粊誓》、西漢本第二十八篇《鮮誓》為同一篇；“鮮”、“粊”二字有通假關係，乃同一地名，“費”亦地名，兩地接近而并非一處，故篇名不應該寫成“費”。

## 疏

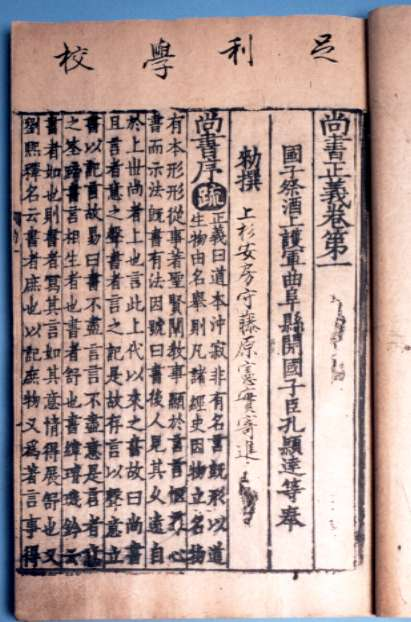
宋版《尚書正義》，藏足利学校遗迹图书馆

- 《尚書註疏》--西漢孔安國註《古文尚書傳》；唐孔穎達疏《尚書正義》二十卷。五經正義、十三經注疏之一。

## 相關參考論著資料
以下為尚書的相關參考論著資料：
- （偽）漢孔安國傳、唐孔穎達疏：《尚書正義》
- 宋蔡沈：《書集傳》
- 清閻若璩：《古文尚書疏證》
- 清孫星衍：《古文尚書注疏》（只有28篇）
- 清段玉裁：《古文尚書撰異》（只有28篇，尚書語法與金文類似，要撰異解釋怪字）
- 清皮錫瑞：《今文尚書考證》
- 省吾：《尚書新證》（考古）
- 陳夢家：《尚書通論》
- 屈萬里：《尚書釋義》
- 劉起釪：《尚書校釋譯論》（分為校、釋、譯、論四部分）
- 劉起釪：《尚書學史》

## 另見
- 三墳五典八索九丘
- 考據學
- 五經

## 延伸阅读
[在维基数据编辑]
 在维基文库阅读本作品原文（ 在维基共享资源阅览影像）
 《尚書 (四部叢刊本)》
 《欽定古今圖書集成·理學彙編·經籍典·書經部》，出自陈梦雷《古今圖書集成》
 《移書讓太常博士》
 《史記/卷121》，出自司馬遷《史記》

## 外部連結
- 《尚书》全文在线阅读 (简繁体翻译) （页面存档备份，存于）
- 尚書正義定本 : 東方文化研究所研究報告. 第14, 昭和14年 （页面存档备份，存于）
- 蔡哲茂：〈金文研究與經典訓讀--以《尚書．君奭》與《逸周書．祭公篇》兩則為例 （页面存档备份，存于）〉。
- 柯馬丁：〈《尚書》裡的“誓” （页面存档备份，存于）〉。
- 鹤成久章：〈明代莆田的《书经》学——福建的学术与举业关系的一个考察 （页面存档备份，存于）〉。
- 尚书表注 （页面存档备份，存于）
- 魏慈德：〈閻若璩及其《尚書古文疏證》的研究方法論 （页面存档备份，存于）〉。